# Диего Марадона
Диего Армандо Марадона (на испански: Diego Armando Maradona) е аржентински футболист и треньор, една от най-големите и обичани, но и противоречиви звезди на футбола.
Най-добрият футболист на XX век по гласуване на официалния сайт на ФИФА, където той набира 53,6% от гласовете.
Най-добрият футболист на световни първенства, според вестник Таймс (Англия).
Вторият сред най-добрите играчи в историята на футбола по версия на списание „Плакар“ (Бразилия) от 1999 г.
Второ място сред най-добрите футболисти на XX век според най-реномираните списания – „Франс футбол“, Гуерин спортиво, версия на World Socce.

Включен е в идеалния тим от 11 живи легенди на футбола
Първият притежател на почетна „Златна топка“ на „Франс футбол“.
Член на Залата на славата на италианския футбол в номинацията „Най-добър чуждестранен играч“. 

През 21-годишната си кариера като футболист играе в шест отбора, сред които Бока Хуниорс (два пъти), Барселона и Наполи. За клубовете участва в 491 мача и отбелязва 210 гола.
Участва на четири световни първенства от 1982 до 1994, като през 1986 година става шампион, а през 1990 – вицешампион. Изиграва 91 мача за Аржентина, в които вкарва 34 гола. От 1986 г. е капитан на националния отбор.
През 1986 г. печели Златната топка за най-добър футболист на световното първенство. В четвъртфиналния мач срещу Англия вкарва два гола, които влизат в историята на футбола. Първият, вкаран с ръка, става известен като „Божията ръка“. Вторият, след грандиозен дрибъл започнал от централната линия на терена, финтирайки четирима английски играчи, е наречен „Гол на века“. В проучване по интернет, направено по време на световното първенство в Южна Корея и Япония през 2002 г. с участието на 341 460 души от 150 страни, с 18062 гласа голът е определен за най-красивия в историята на футбола.
През 1991 г. е отстранен от игра за 15 месеца, след като е уличен в употреба на допинг. През 1994 г. по време на Световното първенство в САЩ, преди мача с България дава отново положителна допинг проба – този път ефедрин, което е краят на кариерата му за националния отбор.
Вече след прекратяването на активна състезателна дейност на 37-ия му рожден ден, през 1997 г. здравето му се влошава поради заболявания и злоупотреба с кокаин. Въпреки влошеното здраве и възраста си обаче той продължава да играе футбол.
От 2008 до 2010 г. е старши треньор на аржентинския национален отбор по футбол.

## Биография
Диего Армандо Марадона е роден на 30 октомври 1960 г. в Ланус, близо до Буенос Айрес, като пето от осем деца в семейството на Диего Марадона и Далма Салвадоре Франко. Прадядо му по майчина линия Матео Кариолич е роден в Корчула, днес в Хърватска. Показва футболния си талант отрано и на осемгодишна възраст се присъединява към „Лукчетата“ (на испански: Los Cebollitas), отбор момчета, които печелят 136 последователни мача и националния шампионат.

### Кариера в Аржентина
Футболната кариера на Марадона започва, когато е на 10 години. Приятелят на Диего Гойо Каризо го представя на треньора на Los Cebollitas (детския отбор на Архентинос Хуниорс). Марадона прави дебюта си в мъжкия отбор на Аржентинос Хуниорс на 20 октомври, 1976 срещу Талерес до Кордоба. За Хуниорс играе 166 мача, в които вкарва 111 гола. Само четири месеца по-късно прави дебюта си с националния отбор, като става най-младия дебютант в историята на аржентинския национален отбор срещу Унгария.
На 22 февруари 1981 г. Марадона изиграва първия си официален мач за Бока Хуниорс като отбелязва два гола във вратата на Талерес. За Бока Хуниорс Марадона отбелязва 28 гола в 40 мача.

### Кариера в Барселона
През 1982 Марадона е закупен от испанския футболен отбор Барселона за 5 млн. паунда, тогава рекордна трансферна сума. В първия си мач за Барселона отбелязва гол, но впоследствие отборът му губи с 2:1 от Валенсия. В общо 58 мача отбелязва 38 попадения.

### Кариера в Наполи
На 5 май 1984 г. преминава в Наполи. С този отбор има 115 отбелязани гола и 259 изиграни мача. С Наполи Марадона е два пъти шампион на Италия – през 1986-87 и 1989-90 г., като това са първите две шампионски титли в историята на клуба преди третата им титла от 2022-23 година. Печели и Купата на УЕФА през сезона 1988 – 89 г. след 2:1 и 3:3 срещу Щутгарт. Напуска отбора на 24 март 1991 г. Най-обичаният и известен футболист на Наполи. Един от символите и поводите за гордост на града и региона. След смъртта му през 2020 година, въпреки че носи името на покровителя на града „Сан Паоло“, стадионът на Наполи е преименуван в негова чест и памет на „Диего Марадона“.

### Кариера в Севиля
През 1992 г. преминава в Севиля, но този път се задържа за кратко. Изиграва 28 мача и вкарва 8 гола.

### Отново в Аржентина
На 7 октомври 1995 г. се завръща отново в Бока Хуниорс, но за по-малко от месец.
Последният отбор на клубно равнище на Марадона е аржентинският Нюелс Олд Бойс.

### В националния отбор
За националния отбор по футбол Марадона има 91 мача и 34 гола. На световното през 1986 г. Марадона извежда Аржентина до световната купа (на финала 3 – 2 срещу ФРГ). Един от най-запомнящите се мачове на Марадона, а и в историята на футбола, е четвъртфиналът срещу Англия. В този мач Марадона отбелязва 2 гола, единият от които с ръка. Главният съдия Али Бин Насер признава гола след известно колебание, виждайки страничния съдия Богдан Дочев да се движи с флагчето си към централната линия на игрището. След мача Марадона произнася знаменитата фраза: „Ако е имало ръка, това е била ръката на Бога“. Оттогава наричат този гол „Божията ръка“. Години след мача Богдан Дочев признава, че Марадона действително е докоснал топката с ръка. Малко по-късно в същия мач при прекрасно дриблиране с топката Марадона преминава половината терен и отбелязва гол, ФИФА определя това попадение като „Гол на века“.

## Личен живот
Диего Марадона е бил женен, с 2 дъщери от брака си и 3 извънбрачни деца от други 3 жени (2 сина и 1 дъщеря).
През 1976 г., 16-годишен, Диего се запознава с Клаудия Вияфане (на испански: Claudia Villafañe), по-голяма
от него с 2 години. С нея той прекарва 25 години от живота си. Те живеят в един дом от октомври 1976 година, но Марадона дълго време се стеснява да подходи към девойката. Едва на 28 юни 1977 година Диего я поканва на танци в парка Сосиял-и-Депортиво в района Ла Патернал. След запознанството Диего и Клаудия цяла нощ танцуват диско, а още на следващия ден Диего я запознава със своите родители. Клаудия е първият човек, който посъветва Марадона да стане професионален футболист. Независимо от продължителните отношения, Диего не бързал да се жени за нея. Обаче това не пречило на техния живот. Когато Диего вече става известен футболист и често пътува с отбори по цял свят, Клаудия винаги го чакала у дома, а самият Марадона при пристигане в нов град ѝ звънил от летището.
Диего и Клаудия имат две дъщери: Далма Нереа (родена на 2 април 1987 г.) и Джанина Динора (родена на 16 май 1989 г.). Първата дъщеря носи името на майка му, а втората е с италианско име.
Марадона се жени за годеницата си Клаудия на 7 ноември 1989 г. в Буенос Айрес, след раждането на дъщерите им. Церемонията на бракосъчетанието се провежда на стадион Луна Парк в присъствието на около 500 гости. За тържеството са похарчени около 2 милиона долара. Марадона казва: „Клаудия така дълго чака това, че аз не можех да не я зарадвам.“
Независимо от отношенията с Клаудия, Марадона имал няколко афери, включително среща с аржентинската кинозвезда Адриана Бродски, която била омъжена за посланика на Аржентина в Панама, и с известните италиански киноактриси Лоредана Берта и Хизер Паризи. Също на него се приписват многобройни измени в Италия, в частност с призьорката от конкурса „Мис Фантастична гръд“, Мими, „мадам Бътерфлай“ от Токио, с бразилската балерина Сюзи, утвърждаваща, че Диего е „много нежен любовник и не му е познато чувството за срам“, а също така с няколко италианки. Обаче неговата съпруга винаги му прощавала. На тази тема Марадона води следния разговор:

— Вие някога изневерявали ли сте на Клаудия?
— Никога. Но ако това се случи, аз за нищо на света не бих си признал.

През 1987 година неаполитанката Кристиана Синагра заявява в пресата, че на 20 септември 1986 г. в Неапол е родила син от Марадона, наречен Диего Синагра. След това започва шум в средствата за масова информация, а самият Марадона не дава по този повод никакви коментари. Италианката подава заявление в съда и иск Марадона да признае сина ѝ за свой. Той отказва да се подложи на тестове за доказване на бащинство (затова то така и не е доказано), след което италианската съдийка Мария Лидия де Лука постановява през 1993 г., че детето може да носи фамилията на бащата, а също така задължава Марадона ежемесечно да изплаща 3100 долара издръжка. Марадона не спазва на решението на съда и дълго време не изплаща пари на Кристина, задлъжнявайки към 1998 година с 221 000 долара.

В резултат на този епизод Марадона започва по-рядко да се появява в обществото, той посещава само закрити ресторанти и кафенета, където е само с близки приятели. Още един от епизодите, водеши до подобно поведение става камъкът, хвърлен от тълпата по Марадона. По думите на Хорхе Валдано, „животът на Марадона – това е негова лична драма. Цялото човечество му завижда, а той завижда на цялото човечество. Всички искали да живеят като Марадона, а той искал да живее като всички. Той искал да става в осем сутринта и да води своите деца на училище. По обратния път да си отбие в магазин за продукти, а вечер да се разхожда заедно с жена си и децата си по улицата или да вечеря в ресторант“.
През 1996 г. на Марадона се ражда второ извънбрачно дете – Жана, плод на връзката му с 20-годишната девойка Валерия Сабалаин. Марадона, както и в първия случай, отказва да премине тест за бащинство. В резултат на момичето разрешават да носи фамилията на бащата. През 2001 г. съдът постановява да се изплаща издръжка 2000 песо на месец. На 29 юни 2001 година това решение е потвърдено от I Зала на апелативната палата.
На 7 март 2003 г. Клаудия подава молба за развод по причина напускане от Диего на дома през 1998 г. Марадона и Вияфане се развеждат през 2004 г. След развода тя получава от съда правото да управлява капиталите на своя бивш съпруг, за да осигури двете им дъщери. Дъщерята Далма оттогава твърди, че разводът е най-доброто решение за всички, тъй като родителите си остават в приятелски отношения. По-късно Клаудия става агент на Марадона. Те са пътували заедно за Неапол през юни 2005 г. и са забелязани заедно при много други поводи, включително и по време на мачовете на Аржентина на Световното първенство по футбол през 2006 г. В своята автобиография Марадона признава, че не винаги е бил верен на Клаудия, въпреки че я определя като любовта на живота си.
По време на делото за развод Марадона изказва съгласие, че може да е баща на Диего Синагра. Среща се със сина си за първи път през май 2003 г., след като синът с хитрост влиза в голф игрище в италианския град Фюджи край Неапол, където Марадона играе. Марадона първоначално страни от своето дете на мини-каре, но след това се връща и около 40 минути общува със сина си. Независимо от срещата със сина си и потвърждението на съдебното решение през 1995 г., Марадона никога не признава своето бащинство. През октомври 2005 г. той заявява в телевизионния ефир: „Да се съгласявам – не значи, че признавам. Аз имам две дъщери – плод на моята любов. Те се казват Далма и Джанина. Аз с пари плащам своите грешки от миналото. Съдията ме принуди да му давам пари, но той не може да ме принуди да чувствам любов към него“. Заради задържане на плащанията, през 2005 г. Кристина Синагра започва съдебно взискание, което лишава Диего от дома му в община Морено, който той владеел. След преговори между страните, аукционът на дома е отменен.

После Диего Синагра става професионален футболист и играе в отбора на Италия по плажен футбол.
След развода Клаудия развива кариерата си като театрален продуцент, а първата им дъщеря Далма търси актьорска кариера. Тя е обвързана с Фернандо Молина, прес-секретар на отбора на Аржентина.
От 2005 г. Марадона се среща с учителката по физически труд Вероника Охеда (родена на 9 декември 1977 г. или 1980 г.), родом от родния район на Диего, Вили Фьорито; която се запознава с него на 13 февруари 2005 година на сватбата на сина на неговия братовчед. Вероника е била бременна два пъти от Марадона, но и двата пъти не ражда дете поради спонтанен аборт. На Диего също приписват роман с модела Силвина Луна.
По-малката му дъщеря, Джанина, през 2008 г. се омъжва за нападателя на „Манчестър Сити“ Серхио Агуеро. На 20 февруари 2009 г. им се ражда син, Бенхамин Леонел и Марадона става дядо; кръстник на момчето става футболистът Лионел Меси.
На 19 ноември 2011 г. на 81 години майката на Диего, Далма Салвадора Франко „Доня Тота“, умира в болница в Буенос Айрес. Последните дни преди края ѝ Марадона прекарва заедно с нея. В памет на майка му мачът между „Индепендиенте“ и „Олимпо“ започва с минута мълчание.
През февруари 2013 г. Агуеро се разделя с дъщерята на Диего, Джанина, която взима детето и заминава в Аржентина. При това тя никого не обвинява: „Когато двойка се разделя, то виновни са винаги двамата“. По повод разделянето на младите хора Марадона казва: „Агуеро е слабак! На мен ми е противно даже да си спомня това име, камо ли да го произнасям на глас. Повече няма да пусна своята дъщеря сама на съдебни разбирателства с този човек. Слава Богу, че тя повече няма да го види. Защото той не е мъж!“. Диего така ненавижда Серхо, че през септември 2014 г., в град Дубровник, напада посетител на местния бар, който разговарял за Агуеро.
На 7 февруари 2013 г. на Диего Марадона и Вероника Охеда се ражда син, когото наричат Диего Фернандо. Любопитно е, че в този момент родителите вече не се срещат, а самият бивш футболист само след месец признава сина за свой. След една година Вероника заявява, че чака второ дете от Диего, случило се от случайната ѝ връзка с Марадона в хотела. Диего заявява, че детето не е негово. През март 2014 г. Охеда прави спонтанен аборт.
На 14 февруари 2014 година в Рим Марадона прави предложение на 23-годишната футболистка и модел, Росио Оливе. През април 2014 г. двойката се разделя: Диего я обвинява в кражба на часовник и ювелирни изделия, когато те се намирали в неговия дом в Дубай. Самата девойка отхвърля всички обвинения. По-късно те се помиряват и Марадона изтегля заявлението за кражба, макар че започнал, по думите на девойката, често да я бие.
На 25 юни 2015 година в Буенос Айрес на 87 години умира бащата на Марадона, дон Диего Марадона „Читоро“.

## Смърт
На 25 ноември 2020 г. Диего Марадона умира на 60 години от инфаркт. В Аржентина е обявен 3 дневен национален траур. Води се разследване за лекарска небрежност и престъпление.

## Отличия
- 1978
  - Голмайстор на шампионат Метрополитано с Аржентинос Хуниорс. Отбелязва 22 гола.
- 1979
  - Световен шампион за младежи в Япония.
  - Златна топка за най-добър футболист на годината, A.F.A.
  - Голмайстор на шампионат Метрополитано с Архентинос Хуниорс. Отбелязва 26 гола.
  - Голмайстор на шампионат Метрополитано с Архентинос Хуниорс. Отбелязва 19 гола.
  - Златен медал за най-добър аржентински футболист, кръг на спортните журналисти.
  - Златен медал за най-добър аржентински футболист, кръг на спортните журналисти.
  - Най-добър футболист на Америка. Наградата е присъдена от спортен вестник „Ел Мундо“, Каракас.
- 1980
  - Златна топка за най-добър футболист на годината, A.F.A.
  - Голмайстор на шампионат Метрополитано с Архентинос Хуниорс. Отбелязва 38 гола.
  - Голмайстор на шампионат Метрополитано с Архентинос Хуниорс. Отбелязва 41 гола.
  - Златен медал за най-добър аржентински футболист, кръг на спортните журналисти.
  - Златен медал за най-добър аржентински футболист, кръг на спортните журналисти.
- 1981
  - Шампион на първа дивизия в шампионат Метрополитано с Бока Хуниорс.
  - Златен медал за най-добър аржентински футболист, кръг на спортните журналисти.
  - Златна топка за най-добър футболист на годината, A.F.A.
  - Златна топка за най-добър футболист.
- 1986
  - Световен шампион с националния отбор на Аржентина в Мексико.
  - Златна топка на ФИФА за най-добър футболист на световното първенство в Мексико
  - Златен медал за най-добър аржентински футболист, кръг на спортните журналисти.
  - Най-добър футболист на Америка. Наградата е присъдена от спортен вестник „Ел Мундо“, Каракас.
  - Най-добър футболист на света според списание Onze french magazine.
- 1987
  - Шампион с Наполи в първенството на Италия („Серия А“) за сезон 1986/87, с 10 гола в 29 изиграни мача.
  - Носител на Купа на Италия с Наполи
  - Най-добър футболист в света според списание Onze french magazine.
  - 3 Златни топки за три състезания в Наполи.
- 1988
  - Голмайстор на Серия А за сезона 1987 – 88 г. с 15 гола в 28 изиграни мача
  - Носител на Купа на УЕФА с Наполи
- 1989
  - Най-добър футболист на Америка. Наградата е присъдена от спортен вестник „Ел Мундо“, Каракас
- 1990
  - Шампион с Наполи в първенството на Италия („Серия А“) за сезон 1989/90 с 16 гола в 28 изиграни мача
  - Най-добър футболист на Америка. Наградата е присъдена от спортен вестник „Ел Мундо“, Каракас
- 1992
  - Най-добър футболист на Америка. Наградата е присъдена от спортен вестник „Ел Мундо“, Каракас
- 1993
  - Купа Артемио Франки (Artemio Franchi) с националния отбор на Аржентина.
- 1996
  - Специална почетна златна топка от списание „Франс Футбол“.
- 1998
  - Златен медал за най-добър футболист на Аржентина.
  - Край на кариерата му на футболист

## Злоупотребата с наркотици и здравословните проблеми
От средата на 1980-те до 2004 г. Диего Марадона е пристрастен към кокаина. Самият той твърди, че започва да употребява този наркотик в Барселона през 1983 година. Когато играе за Наполи, вече е пристрастен, и това започва да пречи на способността му да играе футбол.
През годините след оттеглянето си здравето му сериозно се влошава. На 4 януари 2000 г., когато е на почивка в Пунта дел Есте, Уругвай, Марадона е приет в спешното отделение на местната клиника. На пресконференция лекари заявяват, че е открита повреда в сърдечния мускул, поради „сериозен здравословен проблем“. По-късно в кръвта му са открити следи от кокаин и се налага да обяснява обстоятелствата на полицията. След това Марадона напуска Аржентина и отива в Куба, за да се лекува в клиника за пристрастеност към наркотици.
След като завършва кариерата си, Марадона започва да пълнее и страда от затлъстяване, докато не се подлага на стомашен байпас в специализирана клиника в Картахена, Колумбия, на 6 март 2005 година. Когато скоро след това възобновява публичните си изяви, е значително по-слаб.
На 18 април 2004 г. лекарите съобщават, че Марадона е получил обширен инфаркт на миокарда вследствие на свръхдоза кокаин. Той е приет в реанимацията в болница в Буенос Айрес. Десетки фенове се събират около клиниката. Дни след сърдечния удар една медицинска сестра е задържана, след като снима Марадона с мобилен телефон, и е уволнена от болницата. Марадона е изваден от респиратор на 23 април и остава в интензивното отделение няколко дни, преди да бъде изписан на 29 април. Опитва да се върне в Куба, където е прекарал по-голямата част от времето си през годините, довели до сърдечен пристъп, но семейството му се противопоставя, като подава съдебна петиция за упражняване на настойничество.
На 29 март 2007 г. Марадона е приет обратно в болница в Буенос Айрес, където се лекува от хепатит и последиците от злоупотребата с алкохол. Изписан е на 11 април, но е приет отново след два дни. През следващите дни има постоянни слухове за здравето му, включително три неверни твърдения за смъртта му в рамките на месец. След като се прехвърля в психиатрична клиника, специализирана в свързаните с алкохола проблеми, той е изписан на 7 май.
На 8 май 2007 г. Марадона се появява по аржентинската телевизия и заявява, че се е освободил от алкохолната зависимост и не е употребявал наркотици в продължение на две и половина години.
През ноември 2015 г. Диего Марадона е опериран във Венецуела. Лекарите от клиниката в Маракайбо му поставят нов байпас на стомаха.

## Политически убеждения и обществени изяви
През последните години Марадона показва съпричастност към левите идеологии. Докато се лекува в Куба, се сприятелява с кубинския лидер Фидел Кастро. На левия си крак има татуиран портрет на Кастро, а на дясното си рамо – на Че Гевара. Автобиографията си „Ел Диего“ Марадона посвещава и на Фидел Кастро с думите „За Фидел Кастро и чрез него всички кубинския народ“.
Марадона е привърженик и на венецуелския президент Уго Чавес. През 2005 г. посещава Венецуела за среща с Чавес. След срещата Марадона заявява, че е дошъл с цел да се срещне с „велик човек“, но се е срещнал с един „гигантски човек“.
Марадона се изявява като противник на империализма, особено през 2005 година на срещата на върха на двете Америки в Мар дел Плата, Аржентина. Там той протестира срещу присъствието на Джордж У. Буш в Аржентина, облечен с тениска с надпис „STOP Буш“ и нарича Буш „човешки боклук“.
През август 2007 г. Марадона отива по-далеч, като участва по телевизията в седмичното шоу на Чавес и казва: „Мразя всичко, което идва от САЩ. Мразя, с цялата си сила.“
През декември 2007 г. Марадона представя подписана тениска с послание за подкрепа на народа на Иран.
След скандалите във ФИФА през 2015 г. Диего Марадона критикува президента на ФИФА Сеп Блатер и президента на УЕФА Мишел Платини, който ще се кандидатира за президент на ФИФА. Марадона също заявява намерение да представи кандидатурата си за президент на ФИФА.

## Финансови проблеми
През март 2009 г. италианските данъчни служители обявяват, че Марадона все още дължи на италианското правителство 37 милиона евро от данъци; 23,5 милиона евро от които е начислената лихва по първоначалния му дълг. В италианските медии е съобщено, че Марадона е възстановил само 42 000 евро – стойността на конфискуваните от него два луксозни часовника и набор от обеци. 
През юли 2015 г. бившата съпруга Клаудия Вияфане го обвинява за изчезването на 6 милиона долара, които смята за нейна собственост поради полученото право от съда да управлява капиталите на своя бивш съпруг след развода им.
Марадона определя чрез своите адвокати среща в съда на 21 юли за изслушване на Вияфане.

## Мачове като треньор на Аржентина
- Боливия – Аржентина	1 – 8
- Еквадор – Аржентина	0 – 8
- Русия – Аржентина	2 – 3
- Парагвай – Аржентина	0 – 3
- Уругвай – Аржентина	0 – 1
- Испания – Аржентина	0 – 1
- Германия – Аржентина	0 – 1
- Гърция – Аржентина	0 – 2
- Аржентина – Еквадор	3 – 1
- Аржентина – Парагвай	3 – 1
- Аржентина – Уругвай	2 – 1
- Аржентина – Венецуела	4 – 0
- Аржентина – Колумбия	1 – 0
- Аржентина – Бразилия	1 – 3
- Аржентина – Перу	2 – 1
- Аржентина – Канада	5 – 0
- Аржентина – Нигерия	1 – 0
- Аржентина – Южна Корея 4 – 1
- Гърция – Аржентина 0 – 2
- Аржентина – Мексико	3 – 1
- Аржентина – Германия	0 – 4